# Alin Ignea
Alin Liviu Ignea (sinh ngày 28 tháng 4 năm 1989) là một cầu thủ bóng đá người România thi đấu ở vị trí tiền vệ cho ASU Politehnica Timișoara.